# Vergisting (mest)
Bij vergisting van mest worden koolhydraten door micro-organismen omgezet via anaerobe dissimilatie. Wanneer mest wordt omgezet, ontstaat er methaan. Er zijn ook vergistingsprocessen die leiden tot alcohol. Welke producten worden gemaakt, is vooral afhankelijk van de aanwezige stoffen.

## Biomassa
Natte biomassa wordt steeds meer vergist in vergistingsinstallaties. Bij covergisting wordt een natte biomassa (meestal mest) toegevoegd aan een andere biomassa (zoals een landbouwproduct of een nevenproduct uit de voedingsindustrie).
Door vergisting wordt biogas gevormd. Wat verder overblijft, is het digestaat (het natte eindproduct), dat als meststof gebruikt kan worden. In Nederland wordt energiemaïs geteeld voor covergisting. Verder wordt onder andere gras, oogstresten van Corn Cob Mix (CCM), glycerine en aardappelen gebruikt. Er bestaan voorschriften voor welke stoffen toegestaan zijn in vergistingsinstallaties.